# Picado fino
Picado fino és una pel·lícula de l'Argentina filmada en blanc i negre dirigida per Esteban Sapir sobre el seu propi guió que va ser produïda entre i es va estrenar el 23 d'abril de 1998. Va tenir com a actors principals a Facundo Luengo, Belén Blanco, Marcela Guerty i Miguel Ángel Solá.

## Producció
Va ser filmada entre 1993 i 1995 amb un escàs pressupost propi, de manera gairebé amateur, sense cap crèdit oficial en 16 mm i posteriorment, crèdit oficial mitjançant, es va emportar a 35 mm. Va tenir una primera exhibició pública a mitjan 1996 a la sala Lugones del Teatro General San Martín i a partir d'aquí va ser convidada a festivals internacionals dedicats al cinema alternatiu. La seva estrena en 1998 a l'Argentina va ser simultani amb el realitzat a París.
Tota la pel·lícula es va filmar pla a pla seguint estrictament el story board o sigui els dibuixos que va fer Sapir va fer sobre paper. Es va filmar a la casa de l'àvia del realitzador, en Vila Lynch, on van conviure durant les vuit setmanes que va durar el rodatge. La compaginació es va fer en forma artesanal, amb el tallador de negatius treballant a cegues amb dues videocaseteres, fotograma a fotograma, durant set mesos. El so –molt important en aquest film- va ser treballat en forma obsessiva per Sapir al costat de Gaby Kerpel, braç musical del grup De la Guarda.

## Sinopsi
Els conflictes d'un jove, la seva núvia embarassada i el seu amant.

## Repartiment
- Facundo Luengo …Tomás Caminos
- Belén Blanco …Ana
- Marcela Guerty …Alma
- Miguel Ángel Solá …Professor de violí
- Juan Leyrado …Selector de personal
- Ana María Giunta …Selectora de personal
- Ricardo Merkin …Traficant
- Sandro Nunziatta …Pare
- Nora Zinski …Mare
- Laura Martí …Germana
- Fanny Robman …Àviaa
- Hernán Pérez …Promès
- Alicia Mariola …Mestra
- Alejandro Sisco …Policia
- Miguel Kukoski …Venedor de diaris
- Eulalio Segovia …Mosso

## Premios y nominaciones
Asociación de Cronistas Cinematográficos de la Argentina, Premis 1999
- Pel·lícula nominada al Premi Cóndor de Plata a la millor opera prima.
- Marcelo Dujo i Miguel Martín nominats al Premi al Millor Muntatge.

Festival Internacional del Nou Cinema Llatinoamericà de l'Havana, 1996
- Esteban Sapir obtuvo una Mención Especial del jurado de FIPRESCI

Festival Internacional de Cinema Juvenil d'Ucraïna (Molodist International Film Festival) 1997
- Pel·lícula nominada als Premis al Millor Film i al Millor Film de Ficció.

## Comentaris
Horaci Bernardez a Página 12 va escriure :
| « | « Picado fino està escrita amb una ortografia que els manuals desaconsellen: caps tallats, abolició de la perspectiva, salts de continuïtat….trenca amb les pautes el gènere, se surt del cànon…més enllà d'algun cas aïllat …no reconeix, en l'ordre local, el més mínim antecedent…. el cinema mut, les avantguardes de principis de segle, Eisenstein i Godard semblen ser alguns dels seus llibres sapiencials.…Si hi ha una originalitat…, és la de mostrar ambients de barri i personatges com arrencats a un sainet, a través d'un llenguatge ultramodern. …La pel·lícula és una successió de plans curts, fragmentaris, en el més contrastat blanc i negre i amb enquadraments sempre parcials: el tros d'un rostre, un pla detall sobre un flascó de iogurt, el titular d'un diari que apareix tallat. Del xoc d'una imatge contra una altra pot sorgir una tercera imatge. El que Eisenstein va batejar “muntatge d'atraccions” i Sapir prefereix dir “coagulació” d'una imatge en una altra. …Una curiositat: tot el so de Picat fi està samplejat. Fins als diàlegs. Aquesta voluntat d'artifici que gosa dir el seu nom és, segurament, la major transgressió de Picado fino respecte a un desgastat cànon anomenat cinema argentí...» | » |

Manrupe y Portela escriben:
| « | «Experimental y morosa, elabora con pequeños recursos y una idea breve, un mensaje poderoso y diferente. Con sus ejercicios formales el resultado es una obra poética muy poco frecuente para la época, nutrida de distintas vanguardias.» | » |